# Cosme Zaccanti
Cosme Julián Ubaldo Zaccanti (1 de mayo de 1966 en San Nicolás, Argentina) es un exjugador y entrenador de fútbol profesional. Su paso de siete años por Racing Club de Avellaneda, donde se desempeñó en la posición de defensor, lo convirtió en ícono del club. Apenas puso fin a su carrera como futbolista, inició un ciclo como Director Técnico.

## Trayectoria deportiva
- Carrera como jugador.

Zaccanti se inició en las divisiones inferiores de Racing Club, llegando a debutar en el primer equipo de la institución a los veinte años, en un partido contra River en el Estadio Monumental. Fue, desde entonces, alternando minutos hasta ganarse el puesto. Integró el plantel de Racing que obtuvo la Supercopa del año 1988, aunque no pudo disputar ni un minuto. La prensa deportiva habitualmente destacaba de Zaccanti su despliegue en el campo y su marca aguerrida, con las que compensaba aparentes limitaciones técnicas. Se lo definía como un "rústico". Llegó a disputar 101 partidos con la camiseta blanquiceleste, en los que convirtió 8 goles. En 1995 pasaría al club Huracán de Corrientes, por entonces en la segunda división del fútbol argentino y con el que conquistaría el ascenso a primera tras un recordado cruce final con Talleres de Córdoba en el que los correntinos golearon a domicilio a Talleres tras haber empatado la primera final en casa.
Entre segunda y primera división, Zacanti disputó 53 partidos en Huracán, anotando dos goles. En 1997 pasó a Belgrano de Córdoba, equipo con el que también terminó subiendo a la primera categoría (convirtiendo un gol en una recordada serie final por el ascenso contra Aldosivi). Con esa camiseta celeste fue que Cosme disputó sus últimos partidos en la máxima categoría del fútbol argentino, a mediados de 1999, antes de volver a pelearla al Nacional B: breves pasos por Atlético Tucumán e Independiente Rivadavia, y Gimnasia y Esgrima de Jujuy (allí integró el plantel durante la temporada 2000/01 completa) configuraron el final de su carrera.
- Carrera como entrenador.

Retirado del fútbol se dedicó a la dirección técnica junto a su excompañero y amigo Luis Sosa. Juntos dirigieron a Belgrano, Racing y Sportivo Belgrano (todos de la provincia de Córdoba), Godoy Cruz y San Martín de San Juan. En 2016 Zaccanti firma contrato para dirigir, también junto al uruguayo 'Chiche' Sosa, a Deportivo Lasallano.